# NGC 4029
NGC 4029 (również PGC 37816 lub UGC 6990) – galaktyka spiralna z poprzeczką (SBb), znajdująca się w gwiazdozbiorze Panny. Odkrył ją Albert Marth 25 marca 1865 roku. Jest to galaktyka z aktywnym jądrem typu LINER.